# Mont Chenaillet
Der 2650 Meter hohe Mont Chenaillet ist ein Gipfel der französischen Westalpen. Er liegt im Département Hautes-Alpes (Region Provence-Alpes-Côte d’Azur) und gehört zum Massif du Queyras der Cottischen Alpen. Die italienische Grenze verläuft nur unweit weiter östlich.

## Geographie
Der Mont Chenaillet, oft auch nur Le Chenaillet, kann von Montgenèvre im Norden über den 2519 Meter hohen Collet Vert (bzw. Colletto Verde) erreicht werden. Auch der von der Liftstation Chalmettes ausgehende geologische Lehrpfad führt über den Südwestgrat zum Gipfel. Ein weiterer Zugang erfolgt von Cervières über die Südflanke.
Der Gipfel des Mont Chenaillet entsendet drei Gratsysteme. Er befindet sich nicht direkt auf dem Alpenhauptkamm, sondern ist etwas nach Südwesten versetzt. Letzterer verläuft vielmehr über den knapp 1000 Meter weiter nordostwärts liegenden Nachbargipfel der Grand Charvia (2648 Meter) und folgt der französisch-italienischen Staatsgrenze. 
Der Südwestgrat des Mont Chenaillet zieht zum 2459 Meter hohen Sommet des Anges, die Einsattelung an der Cabane des Douaniers liegt auf 2297 Meter. Der Nordostgrat zur Grand Charvia sattelt im 2522 Meter hohen Col du Chenaillet. Der Nordnordwestgrat fällt recht stetig zu der auf etwas über 2200 Meter liegenden Station Chalmettes ab.

## Hydrographie
Auf der Südwestseite des Mont Chenaillet entspringt die Durance in mehreren sich später vereinigenden Quellbächen, die das Replat du Gondran nach Norden entwässern. Die Quelle der Dora Riparia (hier als Doire bezeichnet) befindet sich auf der Nordostflanke des Gipfels. Im Süden verläuft das Tal der Cerveyrette, ein linker Nebenfluss der Durance.

## Geologie

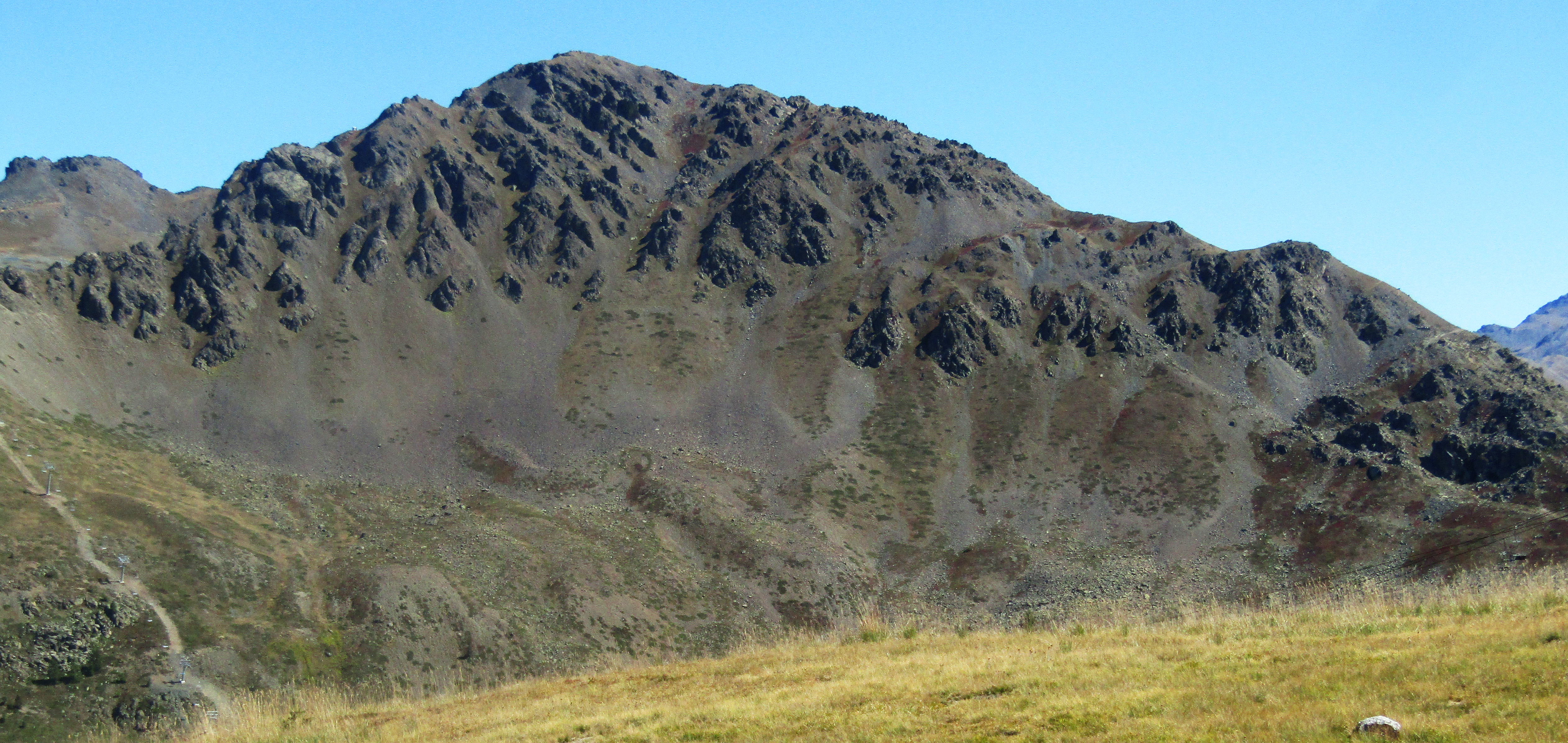
Westseite des Mont Chenaillet mit Südwest- und Nordnordwestgrat

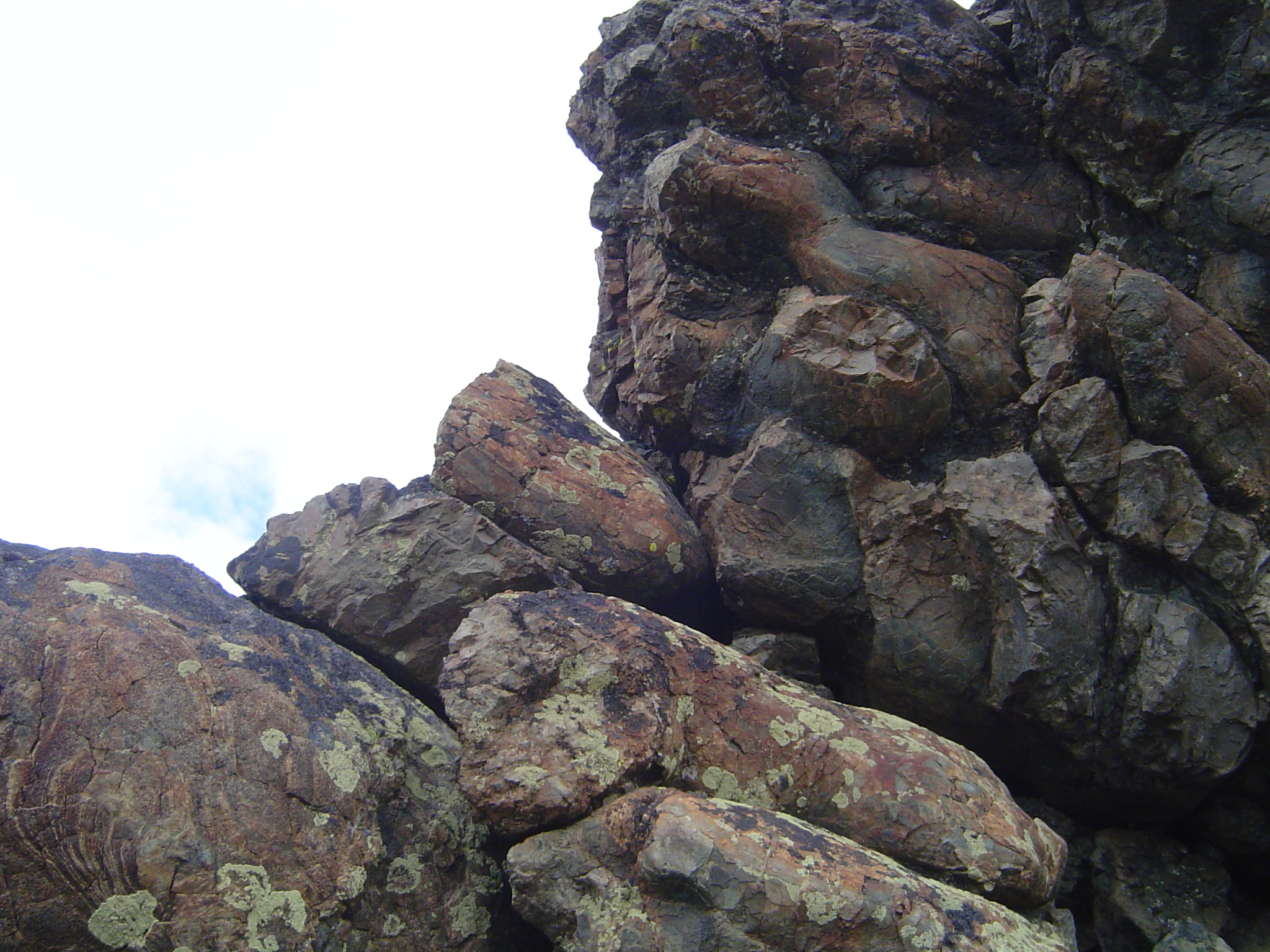
Kissenlaven am Mont Chenaillet

Die Besonderheit des Mont Chenaillet liegt in seinem geologischen Aufbau begründet. Am Berg anstehend sind Kissenlaven, Gabbros und Serpentinite. Diese Gesteine sind Überreste einer obduzierten ozeanischen Kruste, die im Verlauf der Alpenorogenese auf den europäischen Kontinentalrand aufgeglitten war. Der Mont Chenaillet stellt somit einen alpinen Ophiolithkomplex dar – Teil des Westalpenophioliths, abgekürzt WAO. Sein Alter wird mit 165 bis 153 Millionen Jahren eingeschätzt und dürfte somit aus dem Zeitraum Callovium/Kimmeridgium stammen.
Der Gipfel wird von dunklen Kissenlaven aufgebaut, die wahrscheinlich an oder in der Nähe eines mittelozeanischen Rückens ausgetreten waren, erkennbar an ihrer chemischen Zusammensetzung (MORB-Signatur). Am Südwestgrat in Richtung Replat du Gondran liegen die Kissenlaven über Gabbros, die seltene Gänge aus Dolerit aufweisen. Der Kontakt zwischen Kissenlaven und Gabbros ist tektonischer Natur und folgt einem untermeerischen Detachment. Die Gabbros werden ihrerseits von Serpentiniten unterlagert – ehemaligen hydrothermal veränderten Peridotiten. Die Sohle der Serpentinite bildet den Hauptüberschiebungshorizont, an dem die ozeanischen Gesteine des Chenaillet-Ophioliths nach Westen in Richtung Sommet des Anges über Unterkreidesedimente des Queyras-Ophioliths geglitten waren. 
Am Nordostgrat erscheinen beim Col du Souréou Ophicalcitbrekzien, bestehend aus Serpentinitfragmenten in kalkiger Matrix. Sie können mit basaltischen Ergüssen wechsellagern oder von Unterkreidesedimenten abgedeckt werden. Die Ophicalcite dürften hydrothermalen Ursprungs sein und mit submarinen Verwerfungen in Zusammenhang stehen, an denen heiße Lösungen aufquollen.
Petrologisch gehört der Ophiolith zum Typus LOT (Lherzolithischer Ophiolith-Typus), der aktuell an langsam spreizenden mittelozeanischen Rücken (wie beispielsweise im Atlantik) entsteht. Dieser Typus zeichnet sich durch eine sehr geringe Aufschmelzrate des unterlagernden Erdmantels aus – erkennbar an dem recht seltenen Vorhandensein von Fördergängen in den Gabbros.

## Geschichte
Der Mont Chenaillet bildete aufgrund seiner hochalpinen Lage entlang der Wasserscheide Teil des französischen Verteidigungssystems im Briançonnais. Bereits unter Ludwig XIV. wurde die Ostgrenze Frankreichs – beginnend mit den Bollwerken Vaubans bis hin zur Maginot-Linie – immer stärker befestigt. Dennoch gelang es der italienischen Offensive am 23. Juni 1940 die Verteidigungslinie zeitweilig zu durchbrechen und einzunehmen. Dies wurde im Jahr 1944 erneut von einem deutsch-italienischen Bataillon wiederholt, trotz der Gegenwehr französischer Truppen, die von marokkanischen Einheiten verstärkt waren. Noch heute lassen sich über den Boden verstreute Granatsplitter aus dieser Zeit finden.